# Syngonanthus
Syngonanthus Ruhland é um género botânico pertencente à família das eriocauláceas.
Este gênero é composto por aproximadamente 250 espécies. As espécies estão distribuídas na África e nas Américas (desde México e Cuba até Argentina), a maioria na América do Sul.

## Sinônimos
- Carptotepala Moldenke
- Philodice Mart.
- Limnoxeranthemum Salzm. ex Steud.

## Principais espécies
| - Syngonanthus aciphyllus - Syngonanthus anthemidiflorus - Syngonanthus amapensis - Syngonanthus arthrotrichus - Syngonanthus bisulcatus - Syngonanthus brasiliana - Syngonanthus caulescens - Syngonanthus curralensis - Syngonanthus chrysolepis - Syngonanthus dealbatus - Syngonanthus elegans - Syngonanthus fischeranus | - Syngonanthus froesii - Syngonanthus glandulosus - Syngonanthus gracilis - Syngonanthus macrolepsis - Syngonanthus magnificus - Syngonanthus mucugensis - Syngonanthus nitens - Syngonanthus nivius - Syngonanthus suberosus - Syngonanthus vernonioides - Syngonanthus widgrenianus - Syngonanthus xeranthemoides |

- «PPP-Index Lista completa»